# MX Linux
MX Linux – dystrybucja systemu operacyjnego Linux oparta na stabilnej wersji Debiana i wykorzystująca podstawowe komponenty antiX, z dodatkowym oprogramowaniem stworzonym lub skompilowanym przez społeczność MX. Jest rozwijana jako wspólne przedsięwzięcie między antiX a byłymi społecznościami MEPIS, które ma na celu wykorzystanie najlepszych narzędzi z każdej z dystrybucji.

## Historia
Zamysł MX Linux pojawił się w grudniu 2013, kiedy członkowie społeczności MEPIS dyskutowali na temat przyszłych opcji systemu. Następnie dołączyli do nich programiści AntiX, wprowadzając system kompilacji ISO oraz technologię Live USB/DVD. MX Linux początkowo był prezentowany jako wersja antiX.

## Środowisko graficzne
MX Linux ma cztery środowiska:
- XFCE szybkie i średnio wymagające zasobów domyślne środowisko graficzne.
- Fluxbox środowisko graficzne o bardzo niskim zużyciu zasobów.
- KDE tylko wersja 64-bitowa z zaawansowanym wsparciem sprzętowym (AHS), zawierająca pulpit KDE/Plasma i obecnie zawiera długoterminowe obsługiwane jądro Linux 5.10.x.
- AHS tylko wersja 64-bitowa. (Zaawansowana obsługa sprzętu) z nowszymi sterownikami graficznymi, jądrem 5.18 (lub nowszym) i oprogramowaniem układowym dla najnowszego sprzętu (karty graficzne AMD Ryzen/Radeon RX lub procesory Intel 9./10./11. generacji).

## Wydania
| Wersja      | Data wydania            | Jądro systemu | Jądro systemu (AHS) |
| ----------- | ----------------------- | ------------- | ------------------- |
| MX-21.3     | 15 stycznia 2023        | 5.10          | 6.0                 |
| MX-21.2.1   | 18 września 2022        | 5.10          | 5.20                |
| MX-21.2     | 28 sierpnia 2022        | 5.10          | 5.18                |
| MX-21.1     | 9 kwietnia 2022         | 5.10          | 5.16                |
| MX-21 AHS   | 22 grudnia 2021         | 5.10          | 5.14                |
| MX-21       | 21 października 2021    | 5.10          | 5.12                |
| MX-19.4.1   | 8 kwietnia 2021         | 5.10          | 5.10                |
| MX-19.4     | 31 marca 2021           | 4.19.6        |                     |
| MX-19.3     | 11 listopada 2020       | 4.19.6        |                     |
| MX-19.2 KDE | 16 sierpnia 2020        | 4.19.6        |                     |
| MX-19.2     | 1 czerwca 2020          | 4.19.6        |                     |
| MX-19.1     | 14 lutego 2020          | 4.19.6        |                     |
| MX-19       | 21 października 2019    | 4.19.6        |                     |
| MX-18.3     | 26 maja 2019            | 4.19.5        |                     |
| MX-18.2     | 7 kwietnia 2019         | 4.19.5        |                     |
| MX-18.1     | 9 lutego 2019           | 4.19.5        |                     |
| MX-18       | 20 grudnia 2018         | 4.19.5        |                     |
| MX-17.1     | 14 marca 2018           | 4.15.4        |                     |
| MX-17       | 15 grudnia 2017         | 4.15.4        |                     |
| MX-16.1     | 8 czerwca 2017          | 4.7.8         |                     |
| MX-16       | 14 grudnia 2016         | N/A           |                     |
| MX-15       | 24 grudnia 2015         | N/A           |                     |
| MX-14.4     | 22 marca 2015           | N/A           |                     |
| MX-14.3     | 3 grudnia 2014          | N/A           |                     |
| MX-14.2     | 30 czerwca 2014         | N/A           |                     |
| MX-14.1.1   | 18 czerwca 2014         | N/A           |                     |
| MX-14       | 27 marca 2014 (non-PAE) | N/A           |                     |
| MX-14       | 24 marca 2014 (PAE)     | N/A           |                     |